# پیر برژه
پیر برژه (به فرانسوی: Pierre Bergé؛ تلفظ فرانسوی: [pjɛ:ʁ bɛʁʒe]) (۱۴ نوامبر ۱۹۳۰ – ۸ سپتامبر ۲۰۱۷)، تاجر و حامی هنری اهل فرانسه بود. او از بنیانگذاران خانه مد ایو سن لوران و شریک تجاری دیرین طراح مد ایو سن لوران بود.
پیر بِرژه به شریکش ایو سن لورن، کمک کرد تا نام ایو سن لورن را به برندی جهانی تبدیل کند. برژ یکی از چهره‌های هنری برجسته در فرانسه و مراکش به‌شمار می‌رفت که با شماری از مهم‌ترین نویسنده‌های قرن بیستم دوست بود.
او برندهٔ جوایزی همچون لژیون دونور (افسر بزرگ) شده‌است.
پیر بِرژه در ۸۶ سالگی پس از یک بیماری طولانی در خانه‌اش در جنوب فرانسه درگذشت.